# Châtillon-la-Palud
Châtillon-la-Palud là một xã ở tỉnh Ain, vùng Rhône-Alpes thuộc miền đông nước Pháp.